# Армстронг, Дэн
Дэн Кент Армстронг (англ. Dan Kent Armstrong, 7 октября 1934 — 8 июня 2004) — американский гитарист, музыкальный мастер и сессионный музыкант.

## Биография

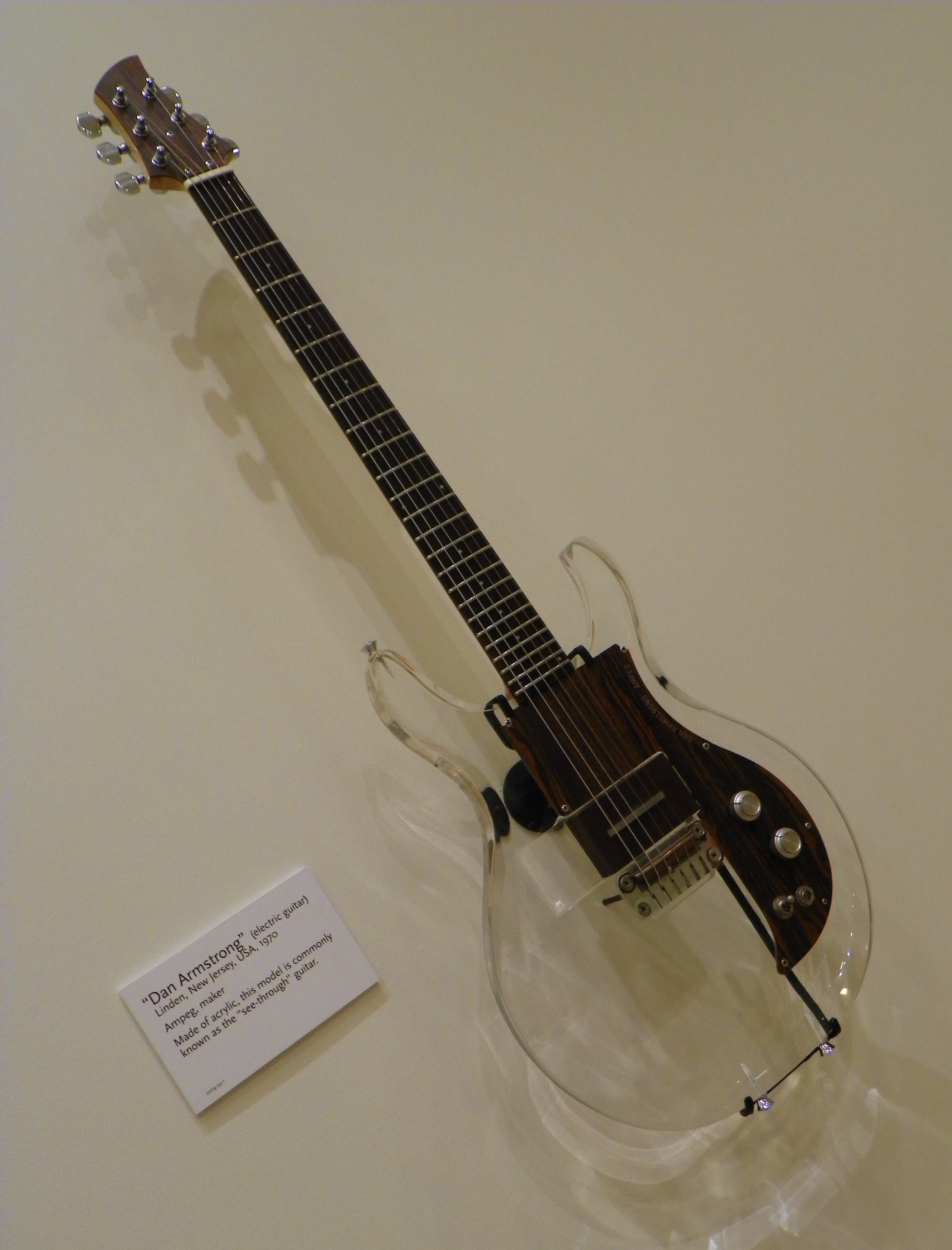
«Прозрачная гитара Армстронга», разработанная мастером для Ampeg

Армстронг родился в Питтсбурге, штат Пенсильвания. Начал играть на гитаре в 11 лет. В начале 1960-х переехал в Нью-Йорк, где работал сессионным музыкантом и мастером по ремонту гитар. В 1965 году открыл свою собственную ремонтную мастерскую «Dan Armstrong’s Guitar Service» на 48-й Уэст-стрит. Здание было снесено в 1968 году, чтобы освободить место для Rockefeller Plaza, и Армстронг переместил свой магазин, переименованный в «Dan Armstrong Guitars», на 500 Laguardia Place в Гринвич-Виллидж.
В 1968 году компания Ampeg из Линдена, штат Нью-Джерси, наняла Армстронга в качестве консультанта для улучшения своей линейки гитар Grammer. Он разработал новую серию гитар и бас-гитар, изготовленных из прозрачного плексигласа. У этих гитар были сменные звукосниматели, разработанные Биллом Лоуренсом, который делил магазин с Армстронгом в Гринвич-Виллидже и в конечном счёте стал его основным владельцем, после переезда Армстронга а Лондон. Гитары имели длинный сустейн благодаря цельному корпусу из плексигласа, который был довольно тяжёлым — около 10 фунтов. В 1996 вышло переиздании линейки сделанное в Японии, эксперты называли его идентичном оригиналу по звуковым качествам. Второе переиздание плексигласовой линейки было выпущено в 2006 году.
Армстронг переехал в Лондон в начале 1970-х, где разработал новую линейку электрических инструментов, усилителей и блоков эффектов. Инструменты фирмы «The Dan Armstrong London» изготовлялись из цельного гондурасского красного дерева со «скользящими» звукоснимателями с низким импедансом. В серии были представлены шестиструнные гитары, а также бас-гитары с короткой и длинной мензурой. Армстронг также выпустил линейку ламповых гитарных и басовых усилителей и блоков эффектов: Blue Clipper, Yellow Humper, Red Ranger, Purple Peaker, Green Ringer и Orange Squeezer.
В 1977 году Армстронг и его жена Вики О’Кейси вернулись в Соединённые Штаты. С Musitronics было достигнуто лицензионное и производственное соглашение о повторном выпуске блоков эффектов. Армстронг также разработал линейку
звукоснимателей для Schecter Guitar Research, новый усилитель для Fender. В конце 1990-х годов пара вновь переехала Англию, купив дом в Эшфорде, графство Кент, но через несколько лет снова вернулись в Америку. 8 июня 2004 года, после долгих лет борьбы с эмфиземой Армстронг умер от сердечного приступа в Лос-Анджелесе. 
Разработанные Армстронгом блоки эффектов по-прежнему производятся по лицензии его сына, Кента Армстронга, который также выпускает гитарные звукосниматели.

## Роман с Карли Саймон
У Армстронга был короткий роман с певицей Карли Саймон. Он является прототипом песни «Dan My Fling» из её дебютного альбома. Также некоторые публицисты выдвигали мнения, что Армстронг мог быть прототипом героя её песни «You’re So Vain». В 2010 году после выдвижения предположений, что героем песни также мог быть Дэвид Геффен, Саймон заявила, что в тот период ещё с ним не встречалась.